# Åkerholmen, Ingå
För andra betydelser, se Åkerholmen.
Åkerholmen är en ö i Finland. Den ligger i Finska viken och i kommunen Ingå i den ekonomiska regionen  Raseborg i landskapet Nyland, i den södra delen av landet. Ön ligger omkring 62 kilometer väster om Helsingfors.
Öns area är 15,3 hektar och dess största längd är 0,8 kilometer i sydöst-nordvästlig riktning.